# Pat Roberts
Charles Patrick "Pat" Roberts (Topeka, Kansas, 20 de abril de 1936, filho de Ruth B. e C. Wesley Roberts) é um jornalista e político estadunidense, atualmente exercendo o cargo de senador pelo estado de Kansas, eleito pelo Partido Republicano. Serviu na Câmara de Representantes dos Estados Unidos entre 1981 e 1997